# Mesepa
Mesepa är en ort i Amerikanska Samoa (USA).   Den ligger i distriktet Västra distriktet, i den västra delen av landet, 7 km sydväst om huvudstaden Pago Pago. Mesepa ligger 47 meter över havet och antalet invånare är 552. Den ligger på ön Tutuila Island.
Terrängen runt Mesepa är kuperad åt nordväst, men åt sydost är den platt. Havet är nära Mesepa åt sydost.  Närmaste större samhälle är Pago Pago, 7,4 km nordost om Mesepa. 